# Pueraria garhwalensis
Pueraria garhwalensis är en ärtväxtart som beskrevs av L.R.Dangwal och D.S.Rawat. Pueraria garhwalensis ingår i släktet Pueraria och familjen ärtväxter. Inga underarter finns listade i Catalogue of Life.